# イェールハルド・ムンテ

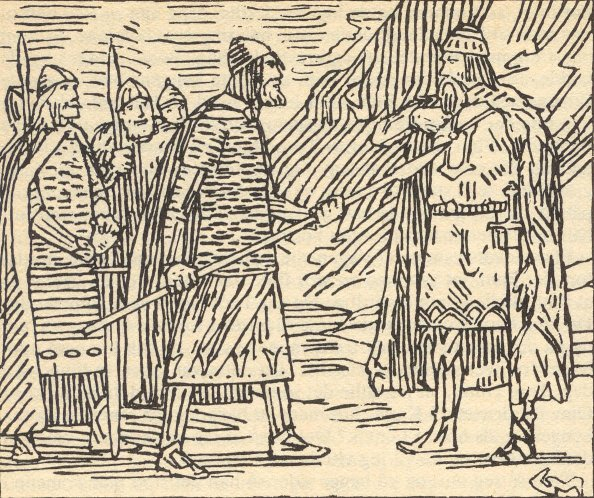
『ヘイムスクリングラ』、『オーラヴ聖王のサガ』の挿絵。

イェールハルド・ムンテ（Gerhard Peter Franz Wilhelm Munthe、1849年7月19日 - 1929年1月15日）は、ノルウェーの画家である。
デュッセルドルフとミュンヘンで学ぶ。風景画を得意とし、レアリスムの風景画を制作。1886年からはロマン主義の傾向が表れてきた。
オスロ郊外のリッサーケル(en)はノルウェーにおける芸術村として知られているが、ムンテは1980年代にリッサーケルに家を建て、彼の妻は織物を制作して室内を飾った。彼の家の実用的かつ簡素さは近代化の行き着いた姿だと研究者に指摘されている。

## 略歴
エルベルムに医師の息子に生まれた。1863年に医学を学ぶためにクリスチャニア（現在のオスロ）に出るが、父親の勧めで絵画を学んだ。1870年にクリスチャニアで美術学校を開いていた、エッカースベルグ（Johan Fredrik Eckersberg）に学んだ後、Morten MüllerやKnud Bergslienに学んだ。1874年から2年間、デュッセルドルフに移り、アンドレアス・アッヒェンバッハや親類の画家ルズヴィ・ムンテ(Ludvig Munthe:1841–1896)に学んだ。1877年から1882年の間は、ミュンヘンで修行したが、画題はノルウェーに関するものが多かった。
挿絵画家としては、1890年代にアイスランドの詩人、歴史家のスノッリ・ストゥルルソンの著書の挿絵をエーリック・ヴァーレンショルドとともに描いた。

## 作品

### 油絵
- 「庭で (Bondehagen)」(1885)
- Budeia